# Día Internacional de la Juventud
El Día Internacional de la Juventud se conmemora anualmente el 12 de agosto desde 2000 y fue aprobado el 17 de diciembre de 1999 por la Asamblea General de las Naciones Unidas.

## Proclamación
El Día Internacional de la Juventud fue proclamado el 17 de diciembre de 1999 por la Asamblea General de las Naciones Unidas.  Esta proclamación siguió las recomendaciones de la Conferencia Mundial de Ministros de la Juventud celebrada en Lisboa en 1998. El objetivo es promover y dar a conocer el Programa de Acción Mundial para los Jóvenes, aprobado por la Asamblea General en 1996, en el que se promoción de la paz, el respeto mutuo, la comprensión entre los pueblos, la participación juvenil, el desarrollo y la inclusión de diversos subgrupos de jóvenes en la sociedad.

## Celebración
Este día se celebra anualmente el 12 de agosto. Se eligió esta fecha para coincidir con la época en que se realizó la Conferencia Mundial de Ministros de la Juventud del 8 al 12 de agosto. La primera celebración tuvo lugar en 2000, y desde entonces se realizan actividades de divulgación pública y eventos diversos para apoyar y promover la participación de los jóvenes en la sociedad y el apoyo hacia el Programa de Acción Mundial para los Jóvenes.
El 12 de agosto de 2023, el director general de la FAO anunció la creación de una nueva Oficina para la Juventud y la Mujer, con el fin de reforzar la coordinación institucional y la planificación general en el desarrollo del futuro.

## Temas
Resumen de temas en el Departamento de Asuntos Económicos y Sociales Inclusión Social
- 2000: First Observance,[7] ('Primera Celebración')

- 2001: Addressing Health and Unemployment,[8] ('Abordando la Salud y el Desempleo')
- 2002: Now and for the Future: Youth Action for Sustainable Development,[9]  ('Ahora y para el futuro: acción juvenil para el desarrollo sostenible')
- 2003: Finding decent and productive work for young people everywhere,[10] ('Encontrar un trabajo decente y productivo para los jóvenes en todas partes')
- 2004: Youth in an Intergenerational Society,[11] ('La Juventud en una sociedad intergeneracional')
- 2005: WPAY+10 and Making Commitments Matter,[12] ('World Programme of Action for Youth +10 y Haciendo que los compromisos importen')
- 2006: Tackling Poverty Together: Young People and the Eradication of Poverty,[13] ('Abordando la pobreza juntos: los jóvenes y la erradicación de la pobreza')
- 2007: Hazte ver, hazte oír: la participación de la juventud en aras del desarrollo[14]
- 2008: Los jóvenes y el cambio climático: es hora de actuar[15]
- 2009: La sostenibilidad: nuestro reto y nuestro futuro[16]
- 2010: Dialogue and Mutual Understanding,[17] ('Diálogo y comprensión mutua')
- 2011: Change Our World,[18] ('Cambia nuestro mundo')
- 2012: Building a Better World: Partnering with Youth,[19] ('Construyendo un mundo mejor: asociándose con los jóvenes)
- 2013: Youth Migration: Moving Development Forward,[20] ('Migración juvenil: impulsando el desarrollo')
- 2014: Mental Health Matters,[21] ('La salud mental importa')
- 2015: Youth Civic Engagement,[22]  ('Participación cívica juvenil')
- 2016: The Road to 2030: Eradicating Poverty and Achieving Sustainable Consumption and Production,[23] ('El camino hacia 2030: erradicando la pobreza y logrando un consumo y producción sostenibles')
- 2017: Youth Building Peace,[24] ('Juventud construyendo paz')
- 2018: Safe Spaces for Youth,[25]  ('Espacios seguros para la juventud')
- 2019: Transforming education,[26] ('Transformando la educación')
- 2020: Youth Engagement for Global Action,[27] ('Participación juvenil para la acción global')
- 2021: Transforming Food Systems: Youth Innovation for Human and Planetary Health,[28] ('Transformando los sistemas alimentarios: innovación juvenil para la salud humana y planetaria')
- 2022: Intergenerational Solidarity: Creating a world for all ages,[29] ('Solidaridad intergeneracional: creando un mundo para todas las edades')
- 2023: Green Skills for Youth: Towards a Sustainable World,[6] ('Habilidades verdes para la juventud: hacia un mundo sostenible')